# Celestino Rosatelli
Celestino Rosatelli (Belmonte Sabino, 8 aprile 1885 – Torino, 23 settembre 1945) è stato un ingegnere aeronautico italiano, che nell'ambito dell'Ufficio progetti della Fiat fu autore di numerosi velivoli di successo, tra i quali i caccia Fiat C.R.20, C.R.32 Freccia, C.R.42 Falco e del bombardiere B.R.20 Cicogna.

## Biografia
Nacque a Belmonte, in Sabina, a nove chilometri da Rieti, l'8 aprile 1885, figlio di Bernardino e Apollonia Santini. Avendo notato le brillanti attitudini matematiche i genitori lo sostennero nei suoi studi. Frequentò quindi la Scuola industriale di Roma ed il suo rendimento scolastico fu tale da meritargli una borsa di studio di 500 lire annue. Tenendo lezioni private di matematica riuscì a mantenersi agli studi presso la Regia Scuola di ingegneria di Roma, dove conseguì la laurea con il massimo dei voti il 31 ottobre del 1910, presentando una tesi intitolata Progetto di un viadotto in ferro. Nell'anno 1911 frequentò un corso di teoria e costruzioni di dirigibili presso la Scuola di Costruzioni Aeronautiche, annessa al Battaglione Specialisti del Genio del Regio Esercito di Roma, tenuto dall'ingegner Rodolfo Verduzio. In quello stesso periodo divenne assistente di ruolo in Meccanica applicata alle costruzioni, presso la cattedra del prof. Ceradini all'Università di Roma.

L'ingegnere Celestino Rosatelli davanti a uno dei prototipi del Fiat A.R.F.

Messa da parte la sua passione per i ponti, fu assegnato alla Direzione tecnica dell'Aviazione militare di Torino con il grado di sottotenente. All'istituto lavorò al progetto, del 1916, dello S.V.A. assieme ad Umberto Savoja e a Verduzio. Il prototipo del nuovo caccia venne costruito nel 1917 presso la ditta Ansaldo. La sua fama di progettista incominciò a porsi all'attenzione delle industrie aeronautiche italiane, ed il senatore Giovanni Agnelli chiese ed ottenne dallo Stato maggiore che egli fosse assegnato alla Direzione Tecnica dell'ufficio progetti della Fiat Aviazione, cosa che avvenne nel corso del 1918. Il primo progetto realizzato per la Fiat fu quello del ricognitore Fiat R.2 cui seguì quello del bombardiere biplano biposto B.D..
Tra le due guerre mondiali fu fecondo progettista di aerei da caccia e da bombardamento presso la FIAT.
Per poter partecipare al premio di 10.000 sterline messo in palio dal quotidiano inglese Daily Mail destinato al pilota che per primo avesse effettuata la traversata aerea tra l'Inghilterra e gli Stati Uniti, nel 1919 egli progettò e realizzò l'ARF (Atlantico Rosatelli-Fiat), un biplano biposto dotato di grande autonomia di volo, ma tale velivolo fu terminato dopo che i piloti inglesi Alcock e Brown si erano già aggiudicati il premio. Alla fine del 1920 realizzò il Fiat R.700, un grande biplano da corsa il quale, nel 1921, durante lo svolgimento della Coppa Deutsch de la Meurthe, stabilì il record di velocità su circuito di 100 km percorsi alla velocità di 298 km/h. Tra il 1923 e il 1942 egli progettò e realizzò una quarantina di tipi di aerei mentre altri undici, benché progettati, non furono mai costruiti, neanche a livello di prototipo.
Tra i biplani divenuti assai famosi e realizzati in grande serie, anche per l'esportazione, vi furono il C.R.20 (oltre 700 esemplari), il C.R.32 (1.212 esemplari) e il C.R.42 (poco meno di 1.800 esemplari). Si spense a Torino, subito dopo la fine della seconda guerra mondiale, il 23 settembre 1945. Nonostante il momento difficile e l'età oramai avanzata, il senatore Giovanni Agnelli volle rendere personalmente omaggio alla salma del valente ingegnere aeronautico.
A lui sono dedicate una via e un Istituto di Istruzione Superiore a Rieti, così come una Scuola dell'infanzia a Belmonte in Sabina.

## Progetti
- Fiat A.R.F.
- Fiat B.R.1
- Fiat B.R.2
- Fiat B.R.3
- Fiat B.R.4
- Fiat B.R.20
- Fiat B.R.G
- Fiat C.29
- Fiat C.R.
- Fiat C.R.1
- Fiat C.R.10
- Fiat C.R.20
- Fiat C.R.30
- Fiat C.R.32
- Fiat C.R.25
- Fiat C.R.42
- Fiat C.R.44
- Fiat R.2
- Fiat R.22
- Fiat R.700
- Fiat TR.1

### Annotazioni
1. ↑  Con tale velivolo, equipaggiato con un propulsore Fiat A.14, il pilota collaudatore Francesco Brach Papa, con tre passeggeri a bordo, il 21 maggio 1919 stabilì il primato di quota raggiungendo i 7.250 m. e successivamente conquistò il primato mondiale di velocità con passeggero, volando alla velocità di 270 km/h. L'ultimo primato non poté essere omologato per il fermo dell'attività della F.A.I. (Fédération aéronautique internationale); la delusione per la mancata omologazione venne ben presto superata con le vittorie ottenute nel 1921 e nel 1922 nelle gare di velocità organizzate dai francesi a Nizza, dove i B.R. batterono anche i più leggeri aerei da caccia.
2. ↑  Come in uso in all'epoca, agli aerei fu assegnata una sigla che ricordasse anche il nome del progettista, e nacquero così i caccia della serie C.R. (Caccia Rosatelli) e i bombardieri della serie B.R. (Bombardamento Rosatelli).

### Fonti
1. 1 2 3 4 5 6 7 8  Bergomi 2014, p. 17.
2. ↑  Ferrari, Garello 2004, p. 71, tale velivolo venne realizzato in due esemplari successivamente venduti all'Unione Sovietica.
3. ↑  Gazzetta Ufficiale del Regno d'Italia n.276 del 27 novembre 1930.